# Jüdischer Friedhof (Hégenheim)

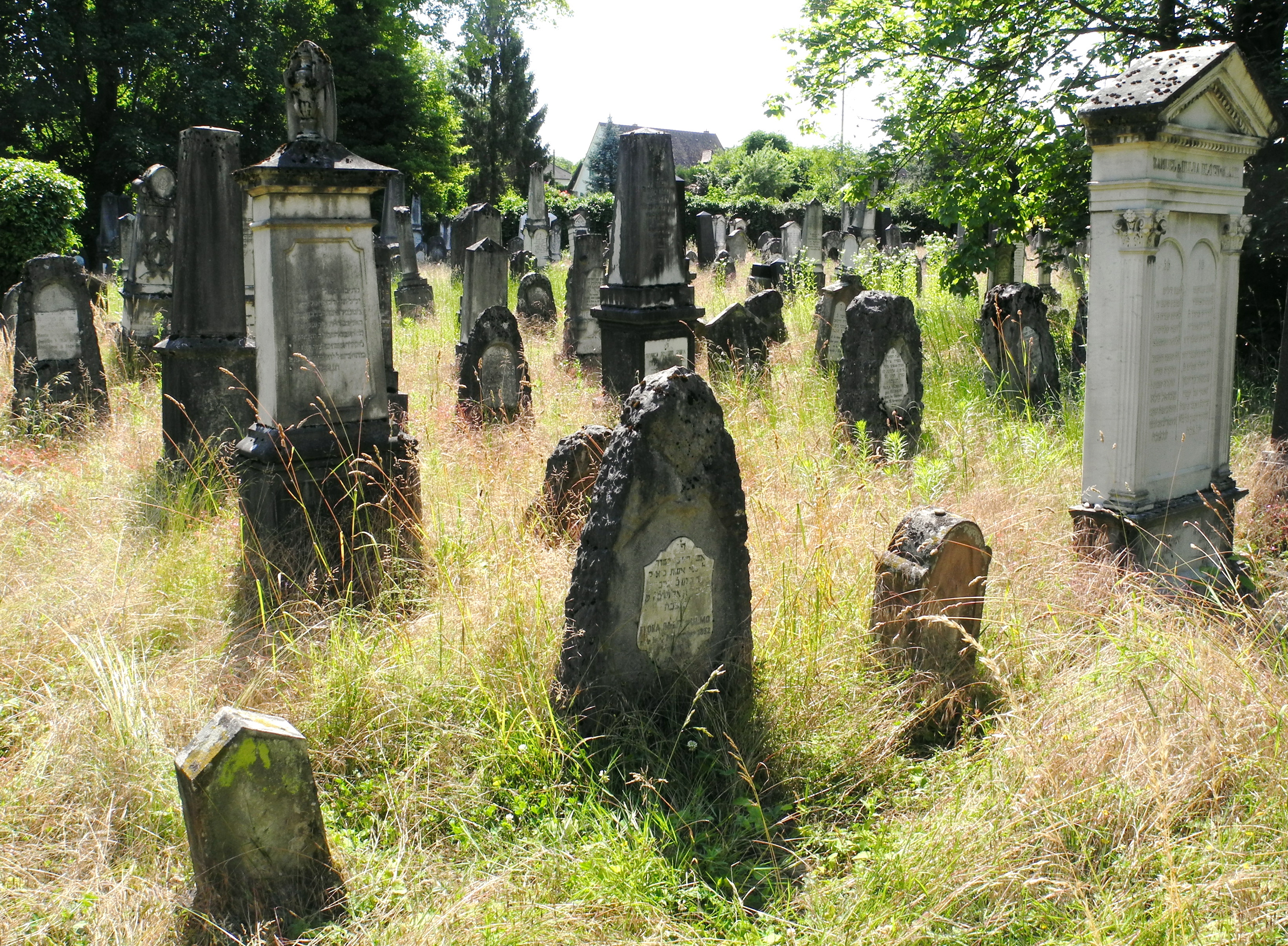
Grabsteine auf dem jüdischen Friedhof in Hégenheim

Der Jüdische Friedhof Hégenheim in der französischen Gemeinde Hégenheim (deutsch Hegenheim) im Département Haut-Rhin im Elsass liegt an der Straße nach Hagenthal-le-Bas.

## Geschichte
Der Friedhof wurde 1673 errichtet und bereits 1692 erweitert. Weitere Vergrößerungen erfolgten bis 1899, sodass er eine Fläche von ca. zwei Hektar umfasst. Seine Größe erklärt sich dadurch, dass hier auch die Toten der umliegenden jüdischen Gemeinden und der Schweizer Stadt Basel bestattet wurden. Diese erlaubte bis 1903 die Bestattung von Juden auf ihrem Gebiet nicht. Der Friedhof besitzt ungefähr 8000 Gräber. Noch etwa 2800 Grabsteine sind erhalten. In der NS-Besatzungszeit Frankreichs sollte der Friedhof zu einem Fußballplatz werden, doch wurde aufgrund der Unebenheit des Geländes von diesem Plan wieder Abstand genommen.